# Koks Island
Koks Island är en ö i Australien. Den ligger i delstaten Western Australia, omkring 840 kilometer norr om delstatshuvudstaden Perth.
Klimatförhållandena i området är arida. Genomsnittlig årsnederbörd är 193 millimeter. Den regnigaste månaden är juni, med i genomsnitt 53 mm nederbörd, och den torraste är oktober, med 1 mm nederbörd.